# Хатра
35°35′17″ пн. ш. 42°43′06″ сх. д. / 35.58806° пн. ш. 42.71833° сх. д.
Хатра або Ель-Хадр (араб. الحضر) — давнє місто в складі Парфянського царства, руїни якого були розташовані на території Північного Іраку, в провінції Найнава. Загальна площа міста становила приблизно 320 гектарів, а план за формою нагадував овал. Місто було засноване до нашої ери, його розквіт припав на I-II. століття, а руйнування сталося в 257 році.
Завдяки своїй історичній цінності Хатра, що поєднувала в собі елліністичну і давньоримську архітектуру з арабським декором, була внесена до списку Світової спадщини ЮНЕСКО.
В липні 2014 року бойовики терористичної організації «Ісламська держава» захопили місто. На початку березня 2015 року вони знищили руїни стародавнього міста за допомогою бульдозерів, пояснюючи це боротьбою з ідолами доісламської епохи.